# Pete Dexter
Pete Dexter (* 22. Juli 1943 in Pontiac, Michigan) ist ein US-amerikanischer Romancier und Drehbuchautor. Er wurde 1988 für den Roman Paris Trout mit dem National Book Award ausgezeichnet.

## Leben
Dexter wuchs in Milledgeville in Georgia auf, wohin er 1947 mit der Mutter gezogen war. Er arbeitete viele Jahre als Journalist, anfänglich für die Palm Beach Post in West Palm Beach (Florida), die er allerdings 1972 verließ, als der Herausgeber der Zeitung die Redaktion zwang, bei den bevorstehenden Präsidentenwahlen Richard Nixon zu unterstützen. Im Anschluss schrieb er für verschiedene Zeitungen, u. a. in Philadelphia, Sacramento und Seattle.
Als er 1981 in Philadelphia gemeinsam mit dem Boxer Randall Cobb in eine Schlägerei wegen eines Zeitungsartikels geriet und schwer verletzt wurde – ein Zwischenfall, den er anschließend in seinem ersten Roman God’s Pocket verarbeitete –, gab er den Journalismus auf und wurde freier Schriftsteller.
Auf Grundlage seiner Bücher entstanden mehrere Spielfilme, darunter der Western Wild Bill aus dem Jahr 1995. An mehreren der Verfilmungen war er auch als Drehbuchautor beteiligt.
Dexter lebt auf Whidbey Island vor der Küste des Staates Washington.

## Auszeichnungen
- 1988 National Book Award für Paris Trout
- 1996 Literary Award des PEN Center USA für The Paperboy
- 2007 Deutscher Krimi Preis (International / 2. Platz) für Train
- 2007 Krimi des Jahres 2006 (Platz 5) in der KrimiWelt-Bestenliste für Train
- 2010 Krimi des Jahres 2009 (Platz 9) in der KrimiWelt-Bestenliste für Paris Trout
- 2011 Krimi des Jahres 2010 (Platz 4) in der KrimiWelt-Bestenliste für God’s Pocket

## Werke

### Romane
- 1983 God’s Pocket
  - God’s Pocket, dt. von Jürgen Bürger und Kathrin Bielfeldt; München: Liebeskind, München 2010. ISBN 978-3-935890-70-0
- 1986 Deadwood
  - Deadwood, dt. von Jürgen Bürger und Kathrin Bielfeldt; München: Liebeskind, München 2011. ISBN 978-3-935890-82-3
- 1988 Paris Trout
  - Tollwütig, dt. von Felix Bärenreutter; München: Goldmann 1989. ISBN 3-442-09410-0
  - Neuübersetzung: Paris Trout, dt. von Jürgen Bürger; München: Liebeskind 2008. ISBN 978-3-935890-54-0
- 1991 Brotherly Love
  - Bruderliebe, dt. von Götz Pommer; München: Goldmann 1996. ISBN 3-570-00407-4
  - auch als: Unter Brüdern, gleiche Übersetzung; München: Liebeskind 2015.[2] ISBN 978-3-95438-042-8
- 1995 The Paperboy
  - Schwarz auf weiß, dt. von Bernhard Robben; München: Goldmann 1996. ISBN 3-442-30708-2
  - auch als: Paperboy, gleiche Übersetzung; München: Liebeskind 2013. ISBN 978-3-95438-008-4
- 2003 Train
  - Train, dt. von Jürgen Bürger; München: Liebeskind 2006. ISBN 978-3-935890-38-0
- 2009 Spooner

### Drehbücher
- 1991: Tollwütig (Paris Trout, Regie: Stephen Gyllenhaal)
- 1991: Fieberhaft – Undercover in der Drogenhölle (Rush, Regie: Lili Fini Zanuck)
- 1996: Michael (Regie: Nora Ephron)
- 1996: Nach eigenen Regeln (Mulholland Falls, Regie: Lee Tamahori)
- 2003: Shortcut to Happiness – Der Teufel steckt im Detail (The Devil and Daniel Webster, Regie: Alec Baldwin)
- 2012: The Paperboy (Regie: Lee Daniels)
- 2020: Brothers by Blood

### Sachbücher
- 2007 Paper Trails (Artikelsammlung)

## Verfilmungen
- 1991: Tollwütig (Paris Trout, Regie: Stephen Gyllenhaal)
- 1995: Wild Bill (Regie: Walter Hill, Verfilmung von Deadwood)
- 2012: The Paperboy (Regie: Lee Daniels)
- 2014: Leben und Sterben in God’s Pocket (God’s Pocket, Regie: John Slattery)

## Hörspiele
- 2013 „Deadwood“, DLRkultur, Bearbeitung und Regie: Leonhard Koppelmann, Musik und Komposition: Georg Zeitblom

## Belege
1. 1 2  Autorenprofil bei HarperCollins Publishers, abgerufen am 24. März 2019
2. ↑  Virtuose Gewaltspirale, Rezension von Frank Rumpel im CulturMag vom 25. April 2015, abgerufen am 29. April 2015

| Personendaten    | Personendaten                                 |
| ---------------- | --------------------------------------------- |
| NAME             | Dexter, Pete                                  |
| KURZBESCHREIBUNG | US-amerikanischer Romancier und Drehbuchautor |
| GEBURTSDATUM     | 22. Juli 1943                                 |
| GEBURTSORT       | Pontiac, Michigan                             |